# Newcastle United Football Club
Ne doit pas être confondu avec Newcastle United Jets FC et Newcastle FC.
Maillots
Actualités
Le Newcastle United Football Club (abrégé en Newcastle ou NUFC), surnommé The Magpies ou encore The Toon Army et The Geordies, est un club de football anglais fondé le 9 décembre 1892 à la suite de la fusion entre le club de Newcastle East End et celui de Newcastle West End et qui depuis sa création joue ses matchs à domicile au St. James' Park.
C'est un club qui est habitué à la premier League mais à la saison 2016-2017 ils évoluent en EFL championship après une saison 2015-2016 ratée.La saison suivante, ils retrouvent la premier League. 
Le club est actuellement la propriété du fonds souverain d'Arabie Saoudite et est présidé par Darren Eales. Eddie Howe est l'actuel entraîneur.
Dans son histoire, Newcastle United a remporté quatre titres de champion d'Angleterre, six Coupes d'Angleterre, une Coupe de la Ligue, un Community Shield, une Coupe des villes de foires et une Coupe Intertoto.

## Histoire

### Genèse

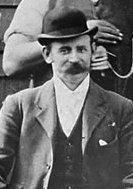
Frank Watt, manager du club de 1895 à 1930.

Le club est fondé en 1892 à la suite d'une fusion entre deux des clubs de la ville, le Newcastle East End et le Newcastle West End, ce dernier étant dans de graves difficultés financières. L'accord entre les deux clubs inclut de jouer au St James' Park. Plusieurs noms ont été proposés pour l'appellation du nouveau club, dont Newcastle City ou encore Rangers, mais c'est finalement Newcastle United Football Club qui a reçu l'approbation des dirigeants des deux clubs.
Le fameux maillot rayé noir et blanc n'est adopté qu'en 1904. Avant cette modification, Newcastle arborait un maillot rayé verticalement rouge et blanc et un short blanc. La raison de ce changement était de se singulariser vis-à-vis de ces nombreux clubs arborant les couleurs rouge et blanche, rendant certains matches problématiques en raison de la confusion entre les maillots. Le choix des couleurs noires et blanches aurait été inspiré par l'habit du frère Dalmatus Houtman, un religieux dominicain qui assistait régulièrement aux matchs.
Une décennie après l'unification des deux clubs de la ville, Newcastle United remporte ses premiers titres de champion d'Angleterre dans les années 1900 et une Coupe d'Angleterre en 1910. Les Magpies s'installent durablement au sein de l'élite anglaise, remportant à nouveau le championnat anglais et la Cup dans les années 1920 et 1930.

### Premières victoires nationales

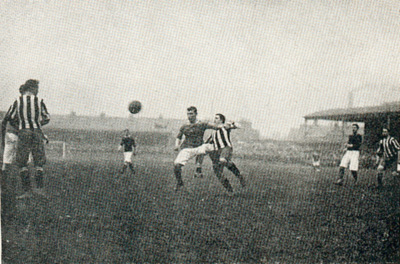
Rencontre face à Woolwich Arsenal en 1906.

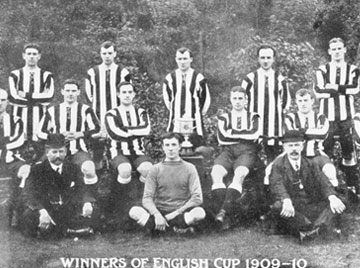
L’équipe des Magpies vainqueur de la FA Cup en 1910.

C'est au début du XXe siècle que le Newcastle United Football Club acquiert une renommée sur le plan national. Les Magpies alors entrainés par Frank Watt remportent leur premier titre de champion d'Angleterre en 1905 et passent même à deux doigts de réaliser le doublé Coupe-Championnat en échouant en finale de la Coupe d'Angleterre de football face à Aston Villa. Le club perd son titre de champion la saison suivante en terminant quatrième et échoue une nouvelle fois en finale de la FA Cup, cette fois-ci face à Everton. La saison suivante, en 1907, le club est une nouvelle fois sacré champion d'Angleterre avec 51 points. En 1908, les Magpies atteignent pour la troisième fois de leur histoire la finale de la Coupe d'Angleterre mais sont défaits, comme les deux fois précédentes. En 1909, le club remporte le troisième titre de champion de son histoire et la saison suivante, au bout de la quatrième tentative, les Toons remportent finalement la première Cup en 1910 en battant Barnlsey sur le score de 2-0. Quelques mois plus tard, Newcastle remporte également le Charity Shield face à Northampton Town sur le score de 2 buts à 0. Ce dernier trophée marque le début d'un léger déclin pour le club. 

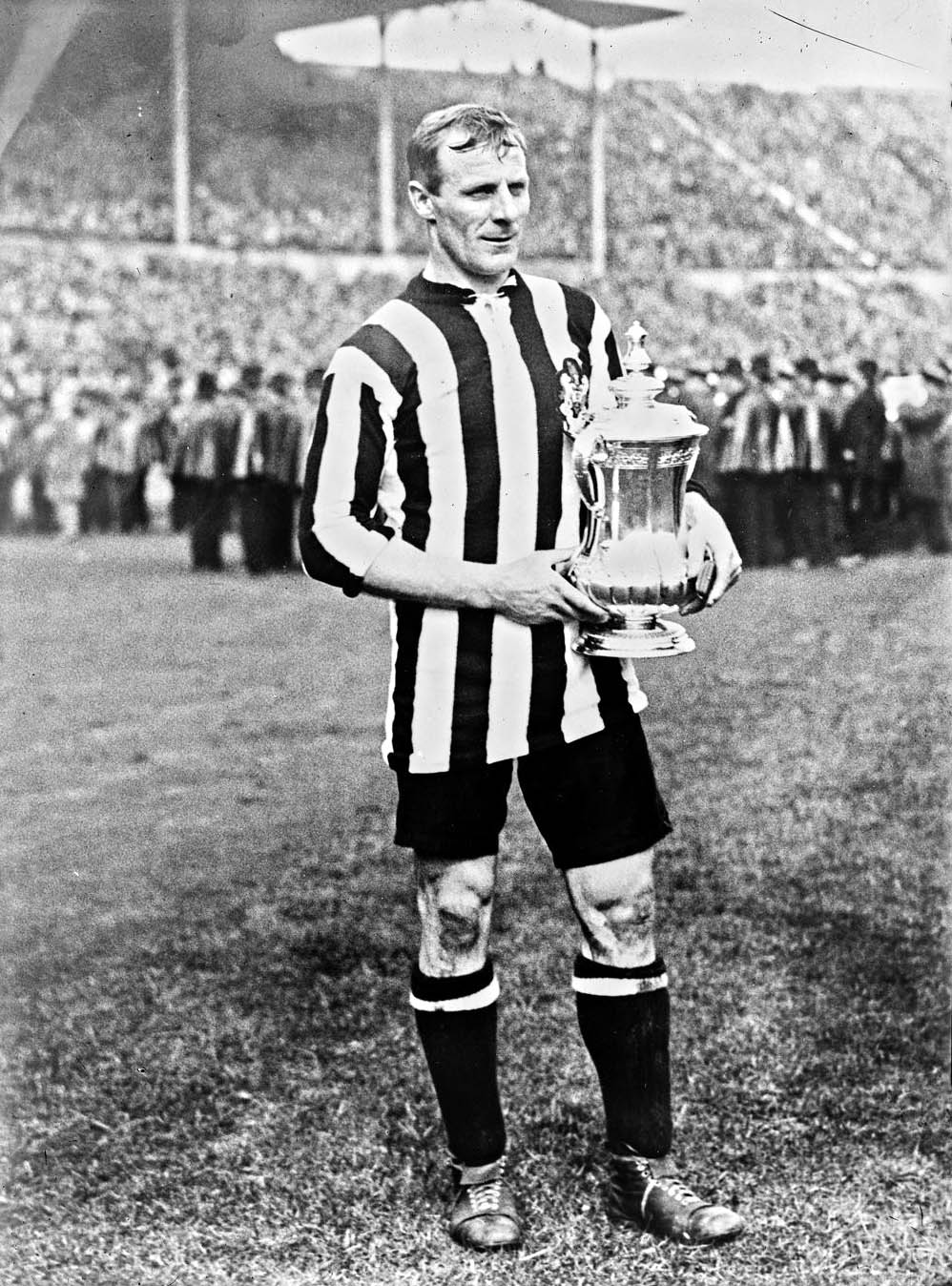
Frank Hudspeth, capitaine de Newcastle après la victoire en FA Cup en 1924.

En 1911, l'équipe s'incline une nouvelle fois en finale de Cup cette fois face à Bradford City et termine huitième en championnat, soit sa plus mauvaise performance depuis huit ans. Le football s'arrête en 1915 à la suite de l'éclatement de la Première Guerre mondiale et comme beaucoup d'autres clubs anglais, Newcastle est décimé. À la reprise des compétitions en 1919, le club ne parvient plus à réitérer les performances réalisées au début du siècle que ce soit en championnat ou en coupe. C'est finalement en 1924, après une dizaine d'années sans aucun trophée gagné, que les Magpies, toujours entrainés par Watt remportent leur seconde Cup en s'imposant face à Aston Villa au Wembley Stadium sur le score de 2 à 0. Les deux saisons suivantes ne seront pas suivies de succès, le club termine à deux décevantes sixième et dixième places et ne réalise pas de parcours mémorable en FA Cup. 

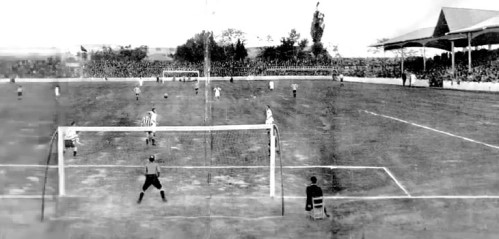
Rencontre entre Newcastle et le Real Madrid en 1924.

Lors de la saison 1926-1927, les Magpies, alors emmenés par leur attaquant star Hughie Gallacher, terminent pour la quatrième fois champions d'Angleterre, devançant leur grand rival, le Sunderland AFC, de deux places. Ce succès sera cependant sans lendemain puisque l'équipe est une nouvelle fois incapable de capitaliser sur son titre et se voit même contrainte de lutter contre la relégation à plusieurs reprises à la fin des années 1920.
En 1930, l'équipe termine dix-neuvième, évitant la relégation de peu et la star Hughie Gallacher quitte le nord de l'Angleterre pour Chelsea. La même année, Andy Cunningham devient l'entraîneur et remporte en 1932 la Cup, pour la troisième fois de l'histoire du club après une victoire 2-1 contre Arsenal. Cependant, les performances du club en championnat restent médiocres et à la fin de la saison 1933-1934, Newcastle est relégué en seconde division, après 35 saisons au sein de l'élite. Cunningham alors quitte le club en 1935 et est remplacé par Tom Mather. Les années suivantes furent très compliquées pour les Toons. Le club ne parvient pas à remonter en première division et qui fut même à deux doigts de descendre en division 3 durant la saison 1937-1938. L'éclatement de la Seconde Guerre mondiale provoque une nouvelle fois la cessation des championnats de football. C'est ainsi que durant seconde guerre, l'équipe parvint à se regrouper et fit venir des joueurs comme Jackie Milburn, Tommy Walker ou encore Bobby Cowell. À la reprise du football pour la saison 1946-1947 l'équipe termine à une honorable cinquième place et atteint même les demi-finales de la FA Cup, sa meilleure performance depuis le sacre en 1934. L'équipe réussira finalement à remonter en première division à l'issue de la saison 1947-1948 et réalisera même deux exercices de qualité pour un promu en terminant quatrième en 1949 et cinquième en 1949. La même année, le club fait venir l'attaquant George Robledo en provenant de Barnsley.

### 1950-1975: les années de gloire
Durant les années 1950, Newcastle stoppe cette période blanche en remportant trois Coupes d'Angleterre : en effet, le NUFC retrouve les sommets et remporte la FA Cup en 1951 face à Blackpool (2-0) grâce à un doublé de la star Jackie Milburn. La saison suivante, le club conserve son titre en l'emportant face à Arsenal (1-0) grâce à une unique réalisation du chilien George Robledo. Les performances en championnat ne coïncident pas avec les triomphes en coupe mais en 1954 face à Manchester City, Newcastle remporte la sixième FA Cup de son histoire en l'emportant sur le score de 3 à 1, grâce à des buts de Jackie Milburn, Bobby Mitchell et George Hannah. Des joueurs comme Bobby Mitchell justement, Jackie Milburn, Len White ou encore Ivor Allchurch participent aux succès du club et forment le noyau dur de l'équipe. 

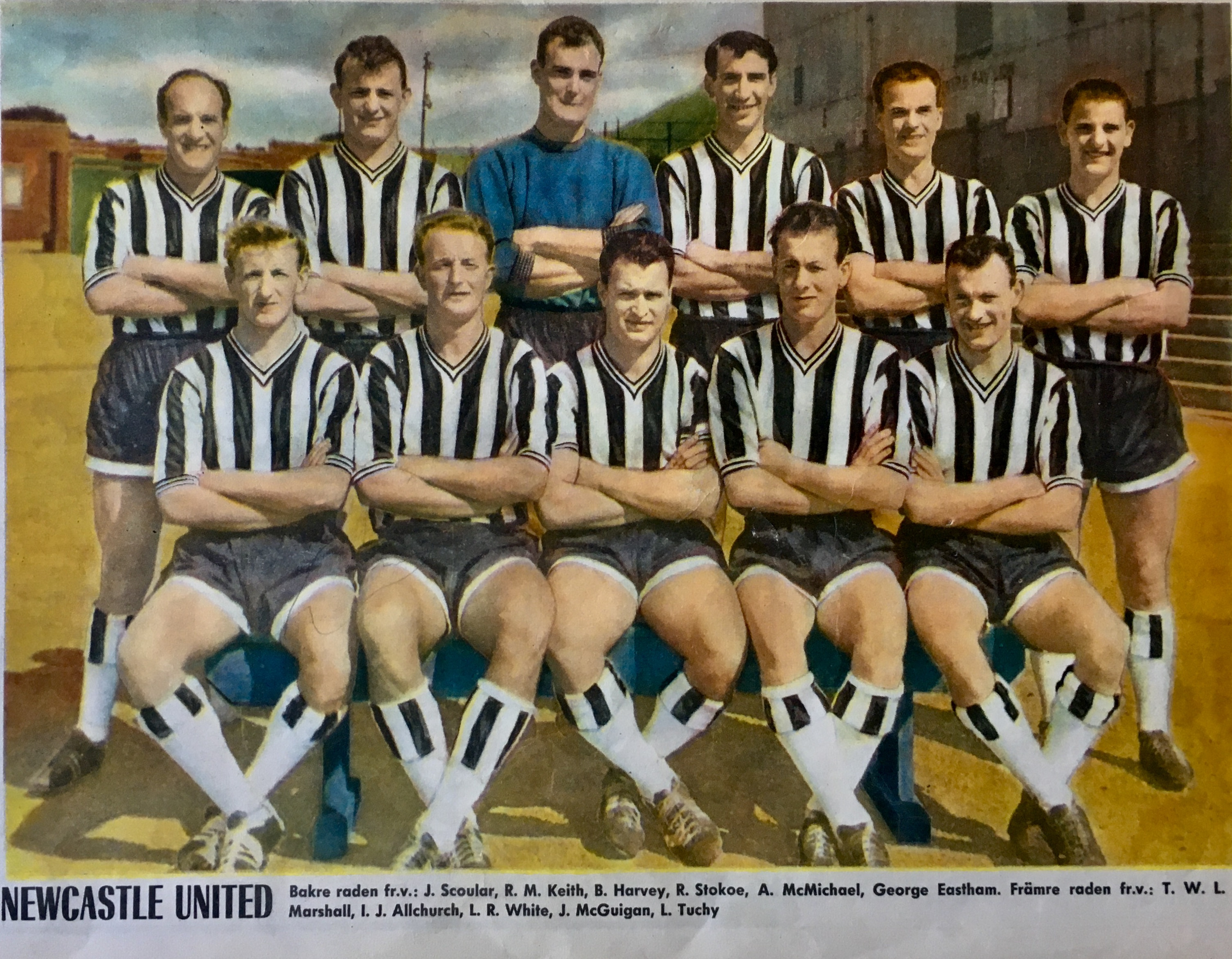
Les Magpies en 1960.

Cependant, l'équipe commence à régresser après cette série de succès et est reléguée en seconde division à la fin de la saison 1960-1961, sous la direction de Charlie Mitten. Mitten tente de faire remonter le club sans succès et est finalement remplacé par un ancien joueur du club, Joe Harvey.

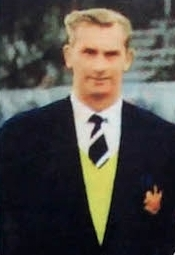
Jackie Milburn passe douze années au club et marque 177 buts en 353 matchs

A près être remonté de deuxième division, les Toons remportent leur première coupe européenne en 1969, la Coupe des villes de foires.
L'année suivante, le club remporte la compétition s'imposant en finale face aux Hongrois de Újpest après avoir éliminé des clubs européens importants tels que Feyenoord le Sporting Portugal ou les Glasgow Rangers notamment. En finale, Harvey et ses hommes l'emportent 6-2 sur l'ensemble des deux matchs face aux hongrois. Les Magpies ne connaissent toutefois plus de succès que ce soit sur le plan national ou européen dans les années à venir.
Pour tenter de remédier à cela, à l'été 1971, Harvey fait venir l'attaquant Malcolm McDonald contre une indemnité de 180 000 livres, un record pour le club à l'époque. Buteur prolifique, MacDonald termine meilleur buteur du club durant quatre saisons consécutives et guide même l'équipe jusqu'à la finale de la FA Cup en 1974. Il ne peut cependant empêcher la défaite des siens face à Liverpool. Harvey quitte finalement le club en 1975 après 13 ans au club et est remplacé par Gordon Lee. Lee amène l'équipe en finale de la League Cup en 1976 mais le match se solde par une défaite face à Manchester City. Plusieurs tensions se firent alors sentir entre Lee et son vestiaire et en 1976, l'attaquant vedette du club Malcolm McDonald est vendu à Arsenal. Ce dernier déclare d'ailleurs plus tard : « J'aimais Newcastle, jusqu'à ce que Lee arrive ». Lee quitte finalement les Toons en 1977 et est remplacé par Richard Dinnis.

### Années 1980: les années noires
En 1978, Newcastle est relégué en deuxième division. Dinnis est limogé après une année passée au club et c'est Bill McGarry qui prend alors le poste. Au bout de quelques années, et avec l'apport de joueurs tels que Chris Waddle ou Kevin Keegan, le club remonte en première division sous les ordres de Arthur Cox.
Cependant, à cause d'un manque de moyens, Cox quitte le club pour Derby County et Keegan prend sa retraite.
Finalement, grâce à des gestionnaires, apportant un large apport financier, et des joueurs comme Paul Gascoigne, le NUFC arrive à se maintenir dans le haut du tableau du championnat avant d'être relégué en 1989.

### Années 1990: cador de Premier League avec Kévin Keegan
En 1992, Kevin Keegan remplace Osvaldo Ardiles en tant que manager avec un contrat à courte durée. Alors en seconde division, le club se maintient, évitant même de peu la relégation en troisième division, et ce après avoir remporté les deux derniers matchs de la saison face à Portsmouth et à Leicester City.

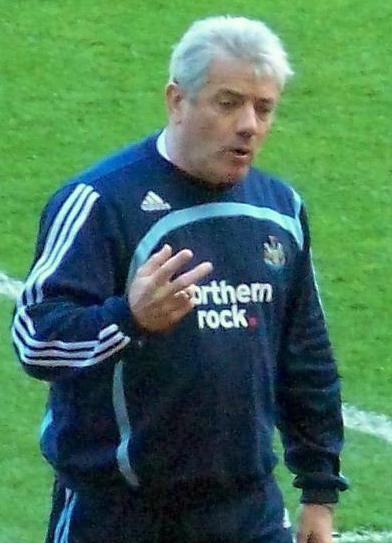
Kevin Keegan, entraineur de 1992 à 1997 et en 2008.

Lors de la saison 1992-1993, les Entertainers (surnom donnée par la chaine de télévision Sky l'année suivante) réalisent une série de onze victoires d'affilée lors de leurs onze premiers matchs de la saison. Pratiquant un jeu offensif, ils finissent vainqueur de seconde division avec 96 points marqués.
Newcastle réussit dès son retour de deuxième division à terminer sur le podium du championnat d'Angleterre.
Cette nouvelle saison 1994-1995 est notamment marquée par une réapparition du club en Coupe d'Europe (Coupe UEFA), se faisant malgré tout éliminer au deuxième tour, ainsi que par une imposante victoire face à Liverpool (3-0). Andrew Cole, meilleur buteur de la saison pour Newcastle United est alors vendu à Manchester United.
L'argent de la vente permet de recruter David Ginola et Les Ferdinand entre autres, pour la saison suivante. Alors leader avec 12 points d'avance sur Manchester United à un moment de la saison, les Magpies se font finalement rejoindre. Nommé match de la décennie lors des Premier League 10 Seasons Awards, le match opposant Liverpool-Newcastle à Anfield, est considéré comme un tournant de la saison des Toons, les joueurs de Kevin Keegan s'inclinant 4 buts à 3. Le 30 juillet 1996, le club engage Alan Shearer pour 15 millions de livres, alors record mondial en achat.

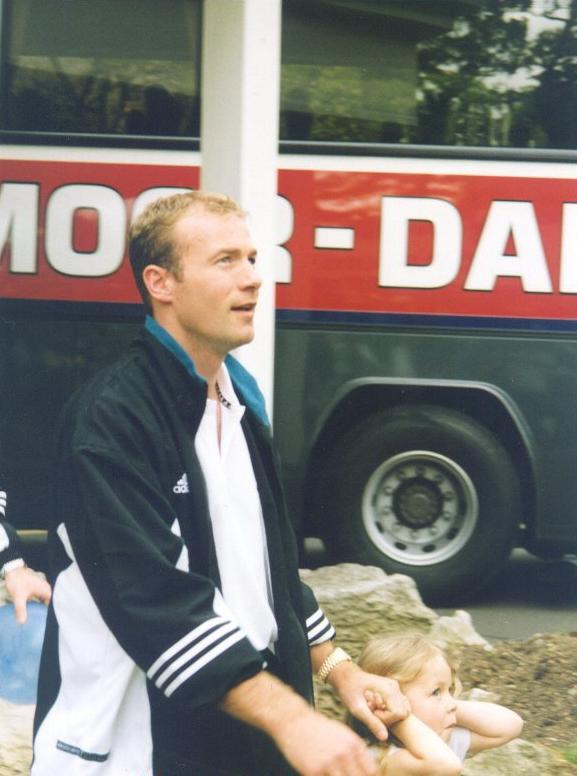
Alan Shearer sous les couleurs de Newcastle en 1998.

Quelques mois plus tard, en janvier 1997, Keegan démissionne ayant pour motif principal, l'échec de la saison précédente, n'ayant pas réussi à terminer champion et laisse sa place à Kenny Dalglish.

Dalglish parvient à maintenir les bonnes performances de l'équipe qui, sous l'impulsion de son nouvel attaquant star, Alan Shearer, auteur de 28 buts en 40 apparitions toute compétition confondue, lutte une nouvelle fois pour le titre lors de la saison 1996-1997. Mais comme la saison précédente, le club termine en deuxième position, derrière Manchester United malgré une victoire 5 à 0 à St James' Park contre les Red Devils. Newcastle atteint également les quarts de finale de la Coupe UEFA.

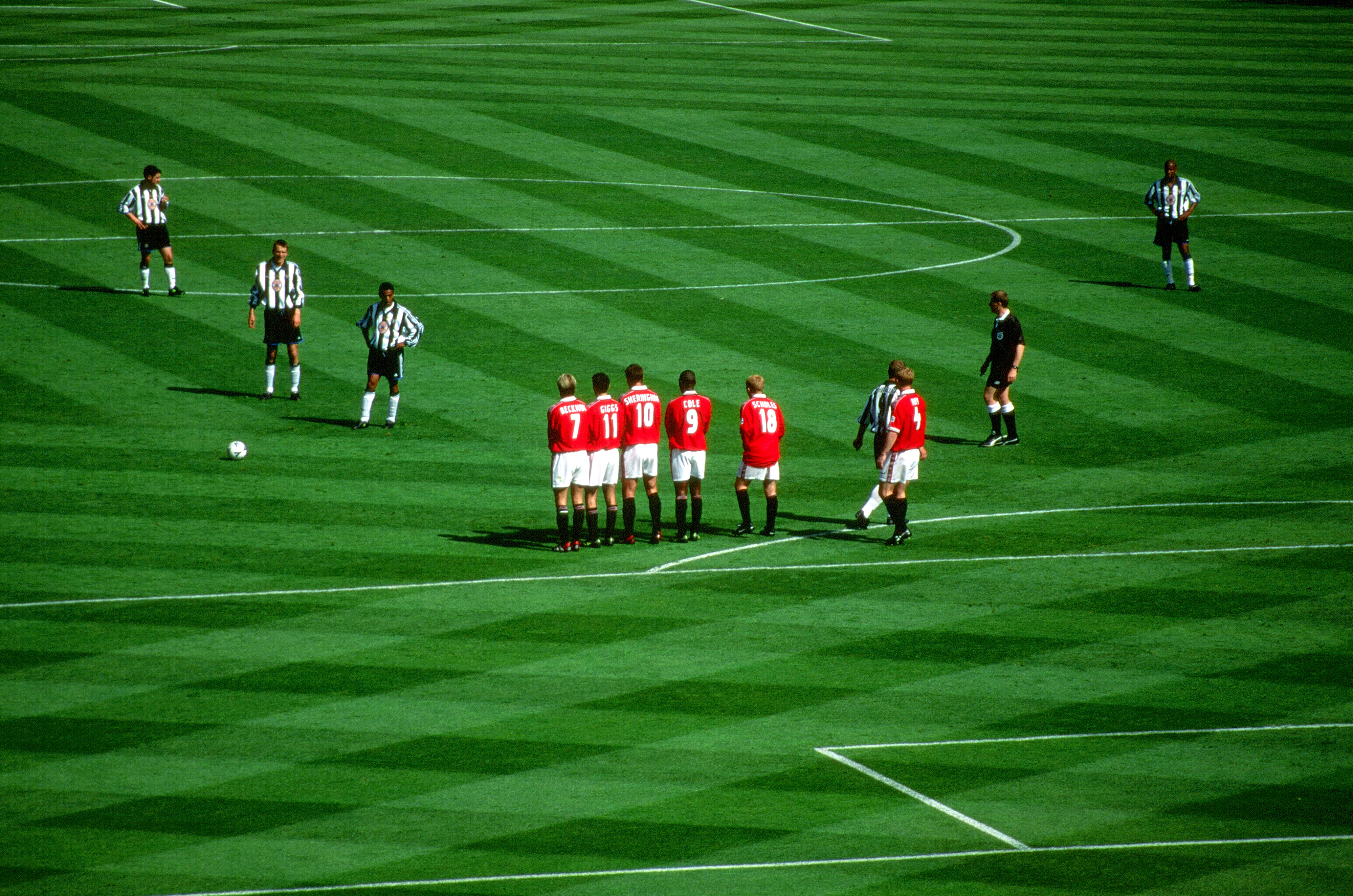
Finale de FA Cup en 1999.

Durant l'été 1997, David Ginola et Les Ferdinand quittent le club et Shearer se blesse gravement à la cheville. Pour compenser ces pertes, Dalglish fait venir au club Ian Rush, John Barnes ou encore Duncan Ferguson ainsi que le gardien irlandais Shay Given. Mais les performances de l'équipe en championnat seront décevantes et le club terminera à la 13ème place. Les Magpies atteignent toutefois la finale de la FA Cup en 1998 mais sont défaits par Arsenal.
Dalglish fut maintenu pour le début de la saison 1998-1999 mais fut rapidement licencié à la suite des mauvais résultats continus du club. La direction décide alors d'engager Ruud Gullit mais cette saison sera pratiquement identique à la précédente, puisque Newcastle termine une nouvelle fois treizième du championnat et est une nouvelle fois défait en finale de la FA Cup, cette fois-ci face à Manchester United. Gullit démissionne alors au début de la saison 1999-2000 à la suite de mauvaises relations avec certains cadres du vestiaire tels que Rob Lee et Alan Shearer.

### Début des années 2000:  arrivée de Sir Bobby Robson et beaux parcours européens

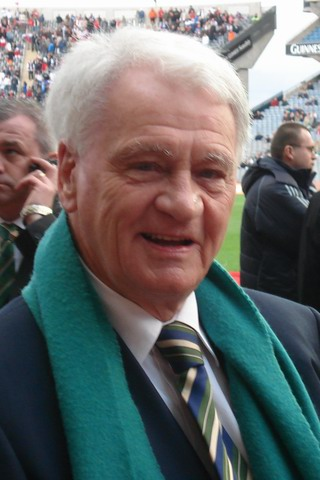
Bobby Robson, entraîneur du Newcastle United FC de 1999 à 2004.

Le club décide d'engager Bobby Robson en tant que manager général du club en 1999. Le premier match sous ses ordres reste mémorable. En effet, Newcastle United s'impose 8-0 face à Sheffield Wednesday, ce qui constitue alors un nouveau record en termes de but à domicile pour le club. Les deux premières saisons pour Robson sont ternes : le club est maintenu lors de la première année mais il n'obtient pas de place qualificative pour une Coupe d'Europe l'année suivante. C'est finalement à l'occasion de la saison 2001-2002, que Robson arrive malgré tout à qualifier le club en Ligue des champions, après que l'équipe, bien aidée par les performances de haut niveau d'Alan Shearer a terminé quatrième au classement général. Le style de jeu offensif de la saison suivante rappelle celui des années Keegan, notamment après les victoires face à Manchester United (4-3), face à Arsenal (3-1) ou encore après des improbables retours contre Leeds United ou encore Derby County.
En Europe, les Magpies parviennent à se sortir de la première phase de groupes en terminant seconds derrière la Juventus, mais verront leur parcours européen se terminer lors des secondes phases de groupes puisque le club hérite d'un groupe difficile composé du FC Barcelone, de l'Inter Milan et du Bayer 04 Leverkusen et termine troisième.
Le club retrouve toutefois la plus prestigieuse des compétitions européennes puisque Robson parvient, à l'issue de la saison 2002-2003 à placer le club sur le podium du championnat d'Angleterre. Cependant, la saison 2003-2004, est elle marquée par une élimination prématurée en Ligue des champions, dès les tours préliminaires contre le Partizan Belgrade. Malgré un parcours intéressant en Coupe UEFA, le club échouant en demi-finale contre l'Olympique de Marseille, la saison 2003-2004 est mitigée pour le club, qui termine cinquième en championnat. Robson, étant en désaccord avec le conseil d'administration et quelques joueurs, est limogé en 2004.

### 2004-2021: années sombres

#### 2004-2009: rapide déclin et relégation
Bobby Robson est alors remplacé par l'écossais Graeme Souness, qui jouit d'une grande expérience de joueur mais aussi d'entraineur. La première saison de Souness sur le banc des Magpies se solde par une décevante quatorzième place. Désireux de retrouver les sommets, les dirigeants réalisent un gros coup sur le marché des transferts durant l'été 2005 en faisant venir l'ex grand espoir du football anglais Michael Owen en provenance du Real Madrid, contre 17 millions d'euros, record du club à l'époque. La saison 2005-2006 sera alors meilleure pour le club qui, malgré les blessures à répétition d'Owen, parvient à terminer à une honorable septième place en championnat. Cette saison sera également la dernière de la légende Alan Shearer, qui décide de partir à la retraite après avoir passé dix saisons et inscrit 206 buts du côté de St James' Park. Les saisons suivantes sont décevantes puisque le club termine treizième et douzième lors de la saison 2007-2008.
À l'arrivée de Joe Kinnear au poste d'entraineur au début de la saison 2008-2009, une lueur d'espoir réapparaît : l'équipe concède peu de défaites, résiste aux grandes équipes et obtient même des victoires éclatantes et inattendues. Mais malgré ces quelques exploits, beaucoup de joueurs titulaires se blessent au milieu de la saison et c'est une équipe affaiblie qui joue finalement son maintien dans l'élite. Kinnear ayant quelques problèmes de santé, doit laisser sa place quelque temps à son assistant Chris Hughton. Le 2 avril 2009, Alan Shearer, meilleur buteur de l'histoire du club, fait son grand retour en tant que manager pour tenter de sauver le club de la relégation. Il ne peut cependant pas éviter la relégation, ce qui n'était pas arrivé depuis 17 ans, officialisée le 24 mai 2009 à la suite d'une nouvelle défaite face à Aston Villa (1-0), perdue sur une malheureuse frappe de Gareth Barry détournée dans ses propres cages par Damien Duff. Le club est aidé aussi par l’international anglais Michael Owen.

#### 2009-2016: retour en Premier League et nouvelle relégation
Depuis la descente catastrophique de Premier League en 2009, le club du Tyneside revit à l'échelon inférieur. Enchainant victoire sur victoire, l'entraineur jusqu'ici intérimaire Chris Hughton paraphe un contrat de deux ans et demi en tant que manager du club. Bien aidé par Kevin Nolan, Newcastle pointe à la première place du Championship après 27 journées avec 6 points d'avance sur le deuxième West Bromwich Albion et 8 sur le troisième. Newcastle United est assuré de retrouver la Premier League le 5 avril 2010, cinq journées avant la fin du championnat et seulement une année après l'avoir quittée.

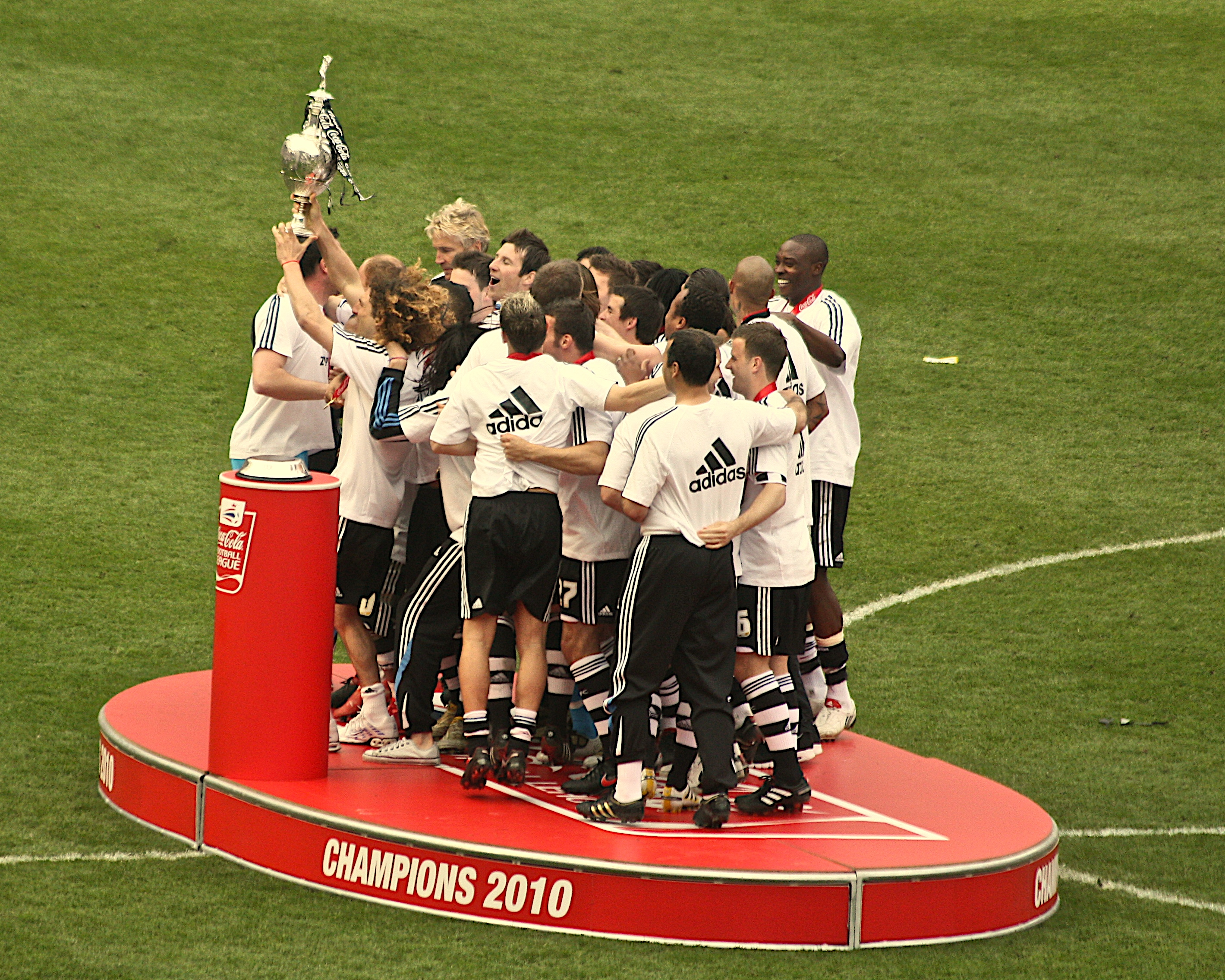
Les joueurs célébrant le titre en Championship en 2010.

Mieux encore, l'équipe s'adjuge le titre honorifique de champion de deuxième division le 19 avril 2010, en emportant le match par 2 buts à 0 face à Plymouth. Sa saison en Premier League se termine sur un bilan honorable pour un promu, avec une 12e place. Néanmoins, celle-ci est marqué par le limogeage de l'entraîneur Chris Hughton et son remplacement par Alan Pardew, par la vente du meilleur buteur du club, Andy Carroll, à la mi-saison en direction de Liverpool FC pour 41 millions d'euros et par les nombreuses blessures qui ont touché et affaibli l'effectif. Les Magpies réalisent un départ tonitruant lors de l'exercice 2011-2012 en accrochant la 3e place au bout de 10 journées et sans concéder une seule défaite. Alan Pardew fait confiance à sa « French Connection » et l'équipe emmenée par Sylvain Marveaux, Yohan Cabaye recruté du Lille OSC, Hatem Ben Arfa, enfin remis d'une grave blessure, Gabriel Obertan en provenance du Manchester United FC et surtout par Demba Ba, jouant pour la sélection nationale du Sénégal, buteur à 16 reprises. Cette saison voit aussi l'éclosion du gardien néerlandais formé au club Tim Krul qui multiplie les arrêts. Les joueurs de Pardew réalisent un exercice plus que prometteur et terminent à la cinquième place du classement, décrochant par la même occasion un ticket européen.

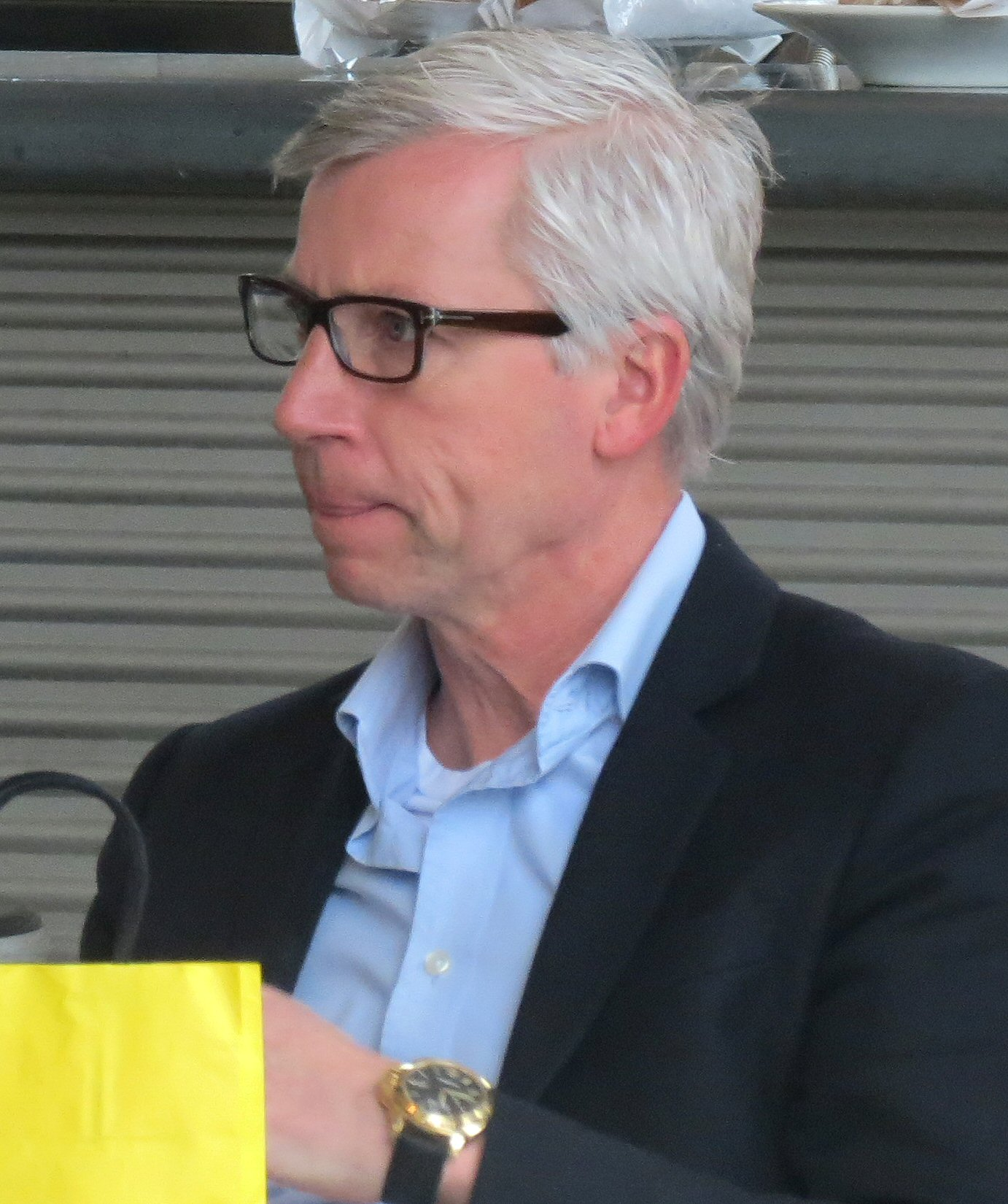
Alan Pardew ramène le club en coupe d'Europe à l'issue de la saison 2011-2012.

En 2012-2013, les Magpies recrutent encore plusieurs français : Mapou Yanga-Mbiwa de Montpellier HSC, Mathieu Debuchy du LOSC Lille, Moussa Sissoko de Toulouse FC, Yoan Gouffran des Girondins de Bordeaux et Massadio Haïdara de l'AS Nancy. La saison est cependant plus compliquée. Les Magpies ne parviennent pas à réitérer leurs belles performances en championnat et terminent dans le ventre mou du classement. La seule satisfaction se trouve dans le parcours européen du club. Les Toons atteignent les 1/4 de finale de la ligue Europa et sont éliminés la tête haute par le futur finaliste de la compétition, Benfica.
En 2013-2014, les Magpies recrutent encore une fois un Français en la personne de Loïc Rémy en provenance des Queens Park Rangers, Le 31 août 2014, il signe en faveur des Blues de Chelsea.
Le 10 juin 2015, Steve McClaren devient l'entraîneur de Newcastle pour trois ans. Le 11 mars 2016 le club met un terme à son contrat alors que l'équipe occupe la 19e et avant dernière place de la Premier League. Rafael Benítez est nommé entraîneur de Newcastle avec pour mission de maintenir le club en Premier League.
Le 11 mai 2016, l'équipe est reléguée en Championship (deuxième division) après la victoire de son rival Sunderland 3-0 sur Everton qui les met à 4 points. Rafael Benítez est maintenu à son poste pour la saison 2016-2017.

#### 2017- 2021: retour en Premier League grâce à Benitez et tentatives de rachats avortées.
À la fin de la saison 2016-2017, guidé d'une main de maître par Rafael Benitez qui contre toute attente et malgré de nombreuses sollicitations de clubs évoluant en Premier League, choisit de rester au club. Newcastle United rebondit une nouvelle fois comme en 2010 et un an après la descente retourne parmi l'élite du football anglais.

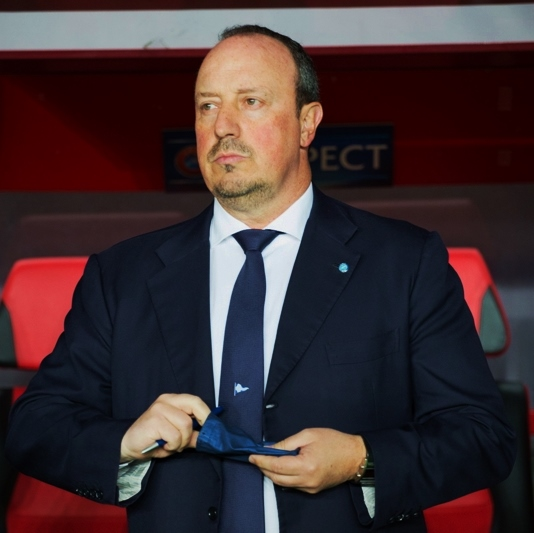
Rafael Benitez, entraîneur de 2016 à 2019 fait remonter le club en Premier League.

Mieux encore, la Toon-Army s'adjuge le titre de champion du Championship à la dernière seconde de la toute dernière journée du championnat grâce à l'égalisation de Jack Grealish à Villa Park privant Brighton du titre.
Le meilleur est à venir pour le club du Tyneside avec un recrutement estival qui s'annonce tout particulièrement excitant pour les fans.
En 2017, le fisc britannique conduit une enquête pour des fraudes à l'impôt et aux cotisations sociales survenues sur des transferts présumés frauduleux effectués par le club.
Pour leur retour dans l'élite, les Magpies parviennent à se maintenir assez facilement. L'équipe trouve sous la direction de Benitez une organisation tactique qui a longuement fait défaut durant les années précédentes. L'équipe se classe à une belle dixième place à l'issue de l'exercice 2017-2018, leur première apparition en première partie de tableau depuis 2012. La saison suivante commence cependant difficilement pour Newcastle. Les joueurs de Benitez enchaînent les revers et sont incapables de remporter leurs rencontres à domicile durant plusieurs semaines. L'équipe, alors en lutte contre la relégation est cependant relancée par le technicien espagnol qui, s'appuie sur la complémentarité du duo Salomón Rondón et Ayoze Pérez.
Lors du mercato d'hiver 2019, les Magpies enregistrent l'arrivée record du paraguayen Miguel Almirón contre 20 millions de livres. Ce renfort ainsi que l'éclosion du jeune milieu Sean Longstaff permettent de relancer la dynamique du côté de St James Park.
Le club achève une nouvelle fois la saison à la quatorzième place, bien au-dessus de la zone de relégation. En mai 2019, alors que la prolongation de l'entraîneur Rafael Benitez se fait attendre, de nombreuses rumeurs font part d'un possible rachat du club contre 400 millions d'euros par un milliardaire en provenance de Dubaï qui n'est autre que le demi-frère du propriétaire de Manchester City.
Le 30 juin, à la surprise générale, le club annonce finalement que Benitez quitte le club. Dans une lettre ouverte à destination des fans, le technicien espagnol explique les raisons de son départ. Il précise qu'il souhaitait rester à la tête du club mais que des différends avec la direction l'ont poussé à ne pas prolonger.
Il est remplacé quelques semaines plus tard par Steve Bruce, malgré les contestations des supporters contre cette nomination.

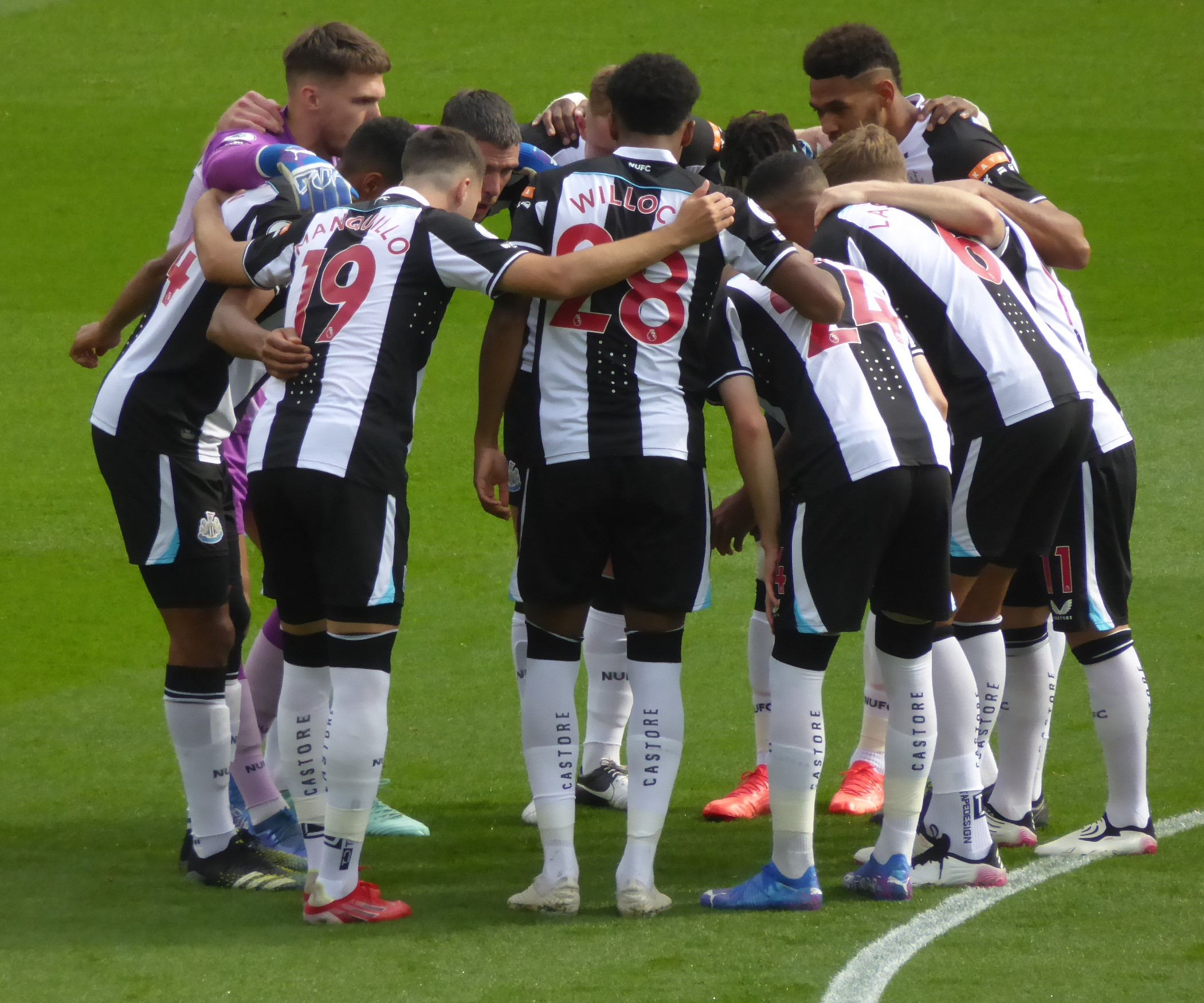
Les Magpies en déplacement à Old Trafford en septembre 2021.

En avril 2020, de nouvelles rumeurs concernant le rachat du club refont surface. Le Fonds d'investissement public saoudien dirigé par le prince héritier Mohammed Ben Salmane aurait l'intention de racheter le club pour une somme totale de 345 millions d'euros. Cependant, la Premier League décide de na pas valider l'opération à la suite des différents problèmes de piraterie auxquels l'Arabie saoudite est liée.
Les prochains mois seront encore difficiles à vivre à St James Park. En effet, les résultats de l'équipe, engluée dans la deuxième partie de tableau sont toujours bien loin des attentes et le football proposé par Steve Bruce est loin de satisfaire les fans, malgré l'arrivée de plusieurs joueurs de qualités comme Callum Wilson ou encore Jamal Lewis.
Malgré une nouvelle saison compliquée, le club se maintient assez facilement en Premier League en terminant douzième mais la toxicité autour de l'équipe et de Bruce continue de s'accroitre.

### Depuis 2021: entrée dans une nouvelle dimension par le rachat saoudien

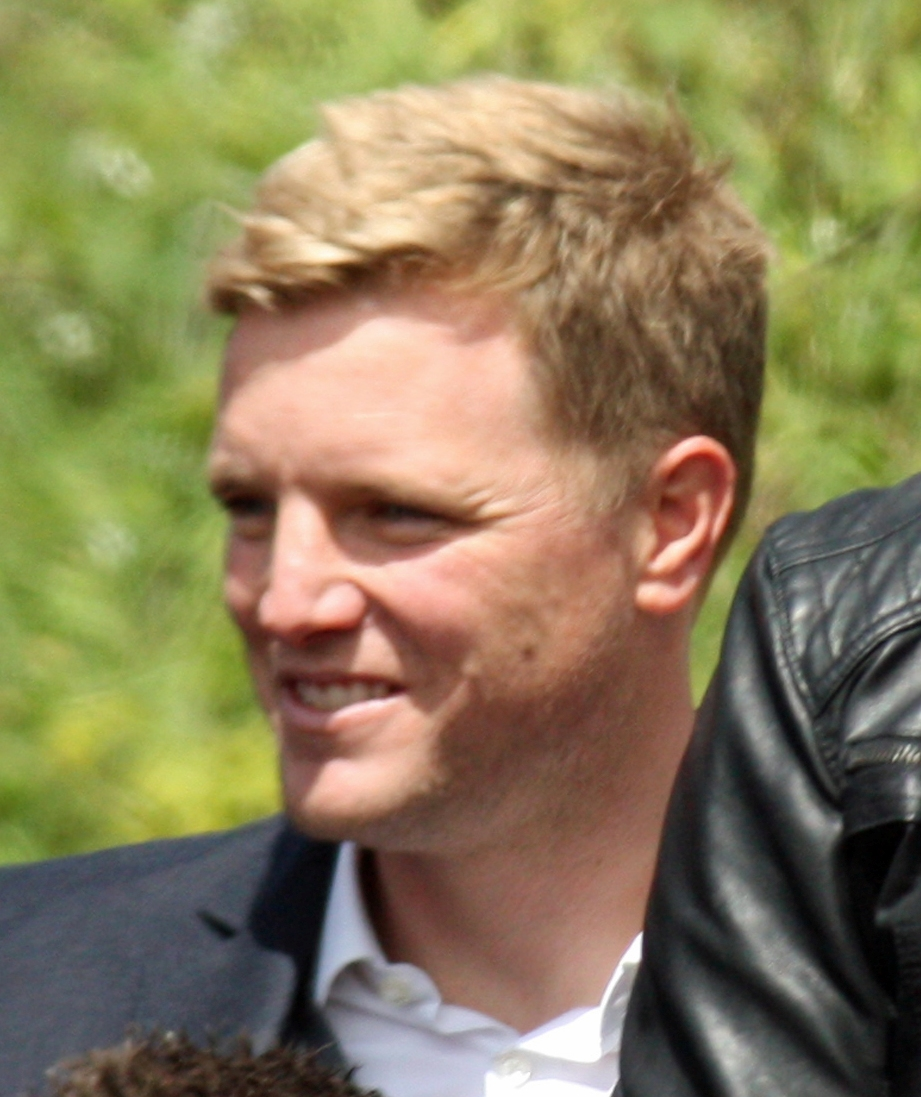
Eddie Howe, l'entraineur actuel.

Le 7 octobre 2021, la Premier League officialise la vente du club par Mike Ashley au consortium saoudien, à Amanda Staveley et aux frères Reubens. Ce rachat met ainsi fin à l'ère Ashley après 14 ans et fait entrer les Magpies dans une nouvelle dimension.

#### Saison 2021-2022: une onzième place malgré des recrutements prometteurs
Steve Bruce quitte son poste d’entraîneur par consentement mutuel. L'intérim est alors assuré par Graeme Jones. Jones ne parvient pas à remporter le moindre match durant cette période de transition et début novembre, les Magpies sont la seule équipe à ne pas encore avoir remporté le moindre match en championnat. Le 9 novembre 2021, la direction annonce la signature d'Eddie Howe au poste d'entraineur.
Pendant la trêve hivernale de 2021/2022, alors le premier mercato sous l'ère saoudienne, le club rencontre des difficultés à attirer de grands joueurs du fait du risque de relégation du club (alors avant dernier au classement). Newcastle parvient tout de même à enregistrer les arrivées de Bruno Guimarães, Chris Wood, ou encore Kieran Trippier. Ambitieux, Newcastle dépense plus de 100 millions d'euros, soit presque le tiers des dépenses de la Premier League à lui seul, et termine à la 11ème place du championnat.

#### Saison 2022-2023: une excellente saison qui se conclut par une qualification en Ligue des champions
A l'occasion de la deuxième saison sous l'ère saoudienne, les Magpies réalisent une excellente saison 2022-2023 et parviennent à l'issue de celle-ci à se qualifier pour la Ligue des champions 2023-2024 en finissant quatrième, soit 21 ans après leur dernière participation.

#### Saison 2024-2025
La saison 2024-2025 est ponctuée par une victoire en finale de la Coupe de la Ligue anglaise de football 2024-2025, mettant ainsi fin à une disette de trophées nationaux de 70 ans.

## Identité du club

### Logos
Le premier logo de Newcastle United, porté sur le maillot, était un blason de la ville de Newcastle upon Tyne. Il est apparu de 1969 à 1976 même s'il avait été porté précédemment notamment lors de finales de Coupe d'Angleterre. La devise latine « Triumphans defendit fortiter » (signifiant en français « Triompher par une défense courageuse ») de la ville de Newcastle upon Tyne est reprise par le club et est placée au fond du blason de ce logo.
À partir de 1988, le club prit un logo qui revient à une conception plus traditionnelle, empruntant des éléments des armoiries de la ville.

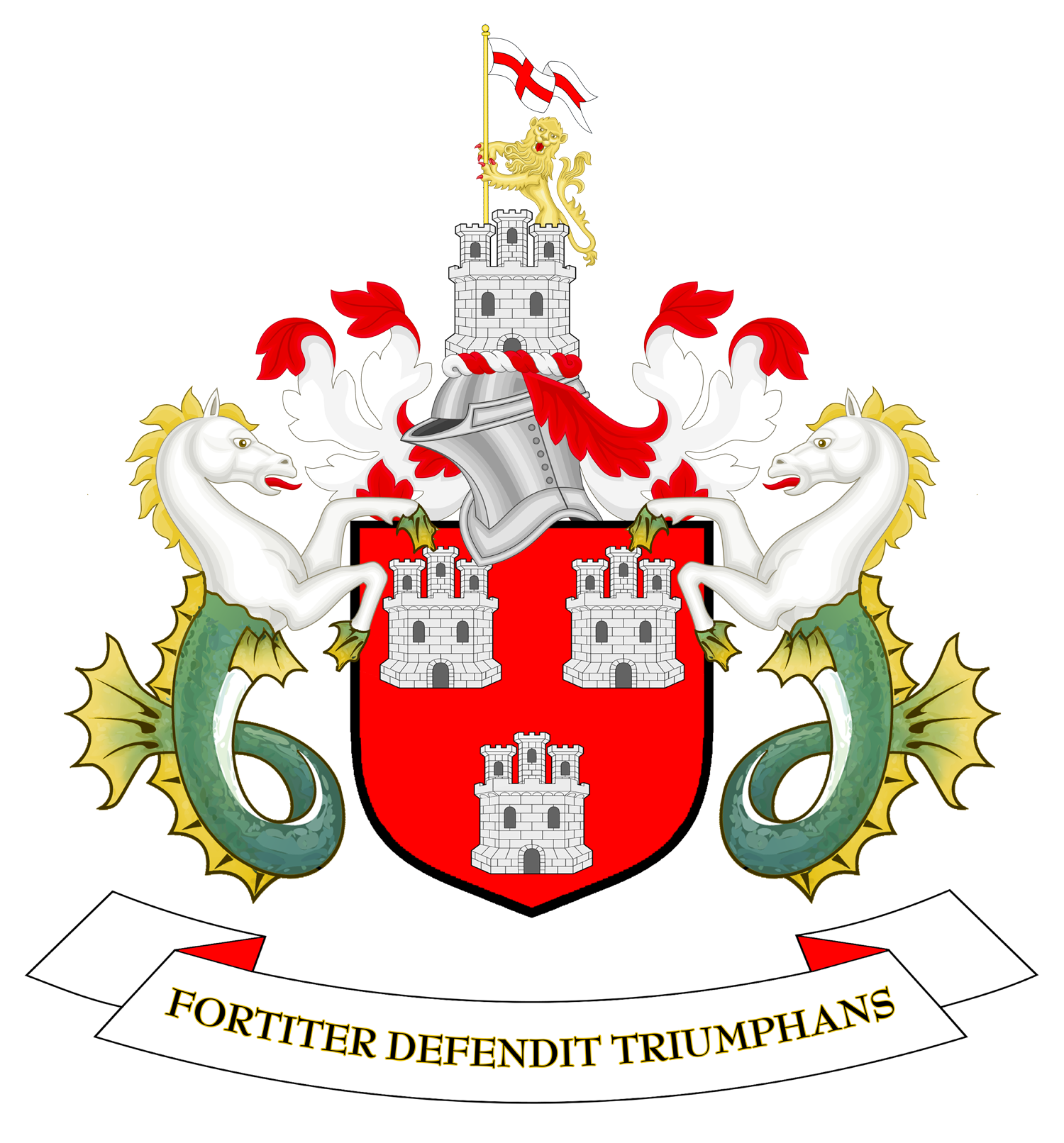
1969-1976
1976-1983
1983-1988
Depuis 1988.
Version alternative.

### Couleurs

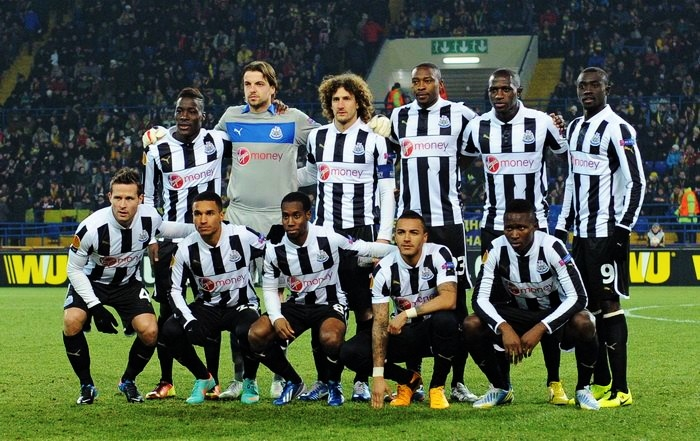
Les Magpies en Ligue Europa dans les couleurs traditionnelles du club.

Le club arbore, à domicile, un maillot blanc et noir, et ce depuis 1894. Durant les deux années qui suivent la création de Newcastle United, le club arbore les couleurs de l'ancien club Newcastle East End, qui comprend un maillot rouge, un short blanc et des chaussettes noires. En 1894, le club décide de changer ses couleurs pour le noir et le blanc, du fait que de nombreux clubs rivaux de la même division que Newcastle portaient le rouge comme Liverpool ou Arsenal Woolwich.
Les changements de couleurs qui suivent ont été très souvent incohérents, n'ayant jamais de norme particulière. Les couleurs bleues et jaunes ont été les plus souvent représentées notamment après les années 1970. Lors de la saison 1988-1990, un maillot jaune et vert est même apparu. D'autres couleurs sur les maillots et shorts sont également apparues comme le gris, ou encore un maillot en blanc et vert. Les maillots les plus insolites restent probablement ceux de la saison 1995-1996 avec la couleur marron et celui avec des bandes horizontales bleu marine en 2006-2007, en hommage à Newcastle West End.

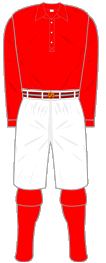
Équipement domicile 1892-1894
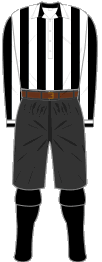
Équipement domicile 1894-1897
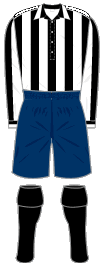
Équipement domicile 1902-1903
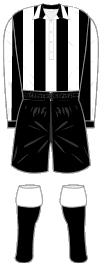
Équipement domicile 1932-1958
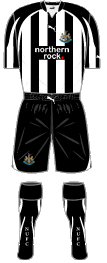
Équipement domicile 2010-2011

## Palmarès et records
Le tableau suivant récapitule les performances du Newcastle United Football Club dans les diverses compétitions anglaises et européennes. Les Geordies n'ont pas souvent brillé en Coupe d'Europe avant les années 1960, ne participant à la compétition que pour la première fois en 1968, avant de l'emporter en 1969. Une finale de Coupe Intertoto suivra.
Côté national, si le Liverpool FC et Manchester United restent les clubs les plus souvent couronnés avec respectivement 19 et 20 titres de champion d'Angleterre professionnel, Newcastle occupe avec quatre titres la septième place tout comme Sheffield Wednesday, devançant les Blackburn Rovers, Huddersfield Town, Leeds United et le Wolverhampton Wanderers qui ont remporté trois titres. Toutefois, les titres de champion d'Angleterre ont été remportés sur des périodes assez courtes, assez irrégulièrement dans l'histoire du club avec notamment la période 1905-1909 et l'année 1927.
La Coupe d'Angleterre a une saveur particulière pour Newcastle, qui avec six titres, occupe la septième place en nombre de victoires, même si le trophée lui échappe lors de sept autres finales.
Le club remporte aussi un Community Shield en 1909.
En gagnant la Coupe de la Ligue en 2025, le club met fin à 70 ans de disette.
| Compétitions internationales | Compétitions nationales |
| - Coupe Intertoto (1) - Vainqueur : 2006, (1) - Finaliste : 2001 - Coupe des villes de foire (1) - Vainqueur : 1969 - Coupe anglo-italienne (1) - Vainqueur : 1973 | - Championnat d'Angleterre (4) - Champion : 1905, 1907, 1909 et 1927 - Vice-champion : 1996 et 1997 - Troisième : 1902, 1912, 1994 et 2003 - Championnat d'Angleterre de deuxième division (4) - Champion : 1965, 1993, 2010 et 2017 - Vice-champion : 1898 et 1948 - Coupe d'Angleterre (6) - Vainqueur : 1910, 1924, 1932, 1951, 1952 et 1955 - Finaliste : 1905, 1906, 1908, 1911, 1974, 1998 et 1999 - Coupe de la Ligue anglaise (1) - Vainqueur: 2025 - Finaliste : 1976 et 2023 - Community Shield (1) - Vainqueur : 1909 - Finaliste : 1932, 1951, 1952, 1955 et 1996 |
| Compétitions de jeunes | Tournois saisonniers |
| - Coupe d'Angleterre des Jeunes (2) - Vainqueur : 1962 et 1985 | - Texaco Cup (2) - Vainqueur : 1974 et 1975 - Coupe Kirin (1) - Vainqueur : 1983 - Trophée Teresa-Herrera (1) - Vainqueur : 2010 |

## Personnalités du club

### Présidents
En 1990, le club est racheté par le Sir John Hall's consortium composé notamment de Sir John Hall et Freddy Sheperd, président du club de décembre 1996 à juillet 2007.
Début juillet 2007, le milliardaire britannique Mike Ashley, propriétaire de la chaîne de magasins d'articles de sport Sports Direct, devient propriétaire du club en rachetant les actions du club par le biais de sa société St James Holdings. Le 18 juillet 2007, il retire les actions du club de la bourse. Le 24 juillet, Freddy Shepherd est démis de ses fonctions de président et est remplacé par Chris Mort.
Le 14 septembre 2008, Mike Ashley annonce la mise en vente du club, en difficulté depuis le départ de la figure emblématique des Magpies, l'entraîneur Kevin Keegan. Puis il la retire du marché en raison du léger redressement de son club. Lors du mercato d'été 2009, Ashley remet le club en vente.

### Entraîneurs
- 1895-1930 : Frank Watt (secrétaire-manager)
- 1930-1935 : Andy Cunningham
- 1935-1939 : Tom Mather
- 1939-1947 : Stan Seymour
- 1947-1950 : George Martin
- 1950-1954 : Stan Seymour
- 1954-1956 : Duggie Livingstone
- 1956-1958 : Stan Seymour
- 1958-1961 : Charlie Mitten
- 1961-1962 : Norman Smith
- 1962-1975 : Joe Harvey
- 1975-1977 : Gordon Lee
- 1977-1977 : Richard Dinnis
- 1977-1980 : Bill McGarry
- 1980-1984 : Arthur Cox
- 1984-1985 : Jack Charlton
- 1985-1988 : Willie McFaul
- 1988-1988 : Colin Suggett (intérim, 5 matches)
- 1988-1991 : Jim Smith
- 1991-1992 : Osvaldo Ardiles
- 1992-1997 : Kevin Keegan
- 1997-1997 : Terry McDermott (intérim, 1 match)
- 1997-1998 : Kenny Dalglish
- 1998-1999 : Ruud Gullit
- 1999-1999 : Steve Clarke (intérim, 1 match)
- 1999-2004 : Sir Bobby Robson
- 2004-2004 : John Carver (intérim, 1 match)
- 2004-2006 : Graeme Souness
- 2006-2007 : Glenn Roeder
- 2007-janv. 2008 : Sam Allardyce
- janv. 2008-sept. 2008 : Kevin Keegan
- sept. 2008 : Chris Hughton (intérim)
- sept. 2008-fév. 2009 : Joe Kinnear
- février 2009 : Chris Hughton (intérim)
- avril 2009-mai 2009 : Alan Shearer
- mai 2009-déc. 2010 : Chris Hughton
- déc 2010-janv 2015 : Alan Pardew
- janv 2015-juin 2015: John Carver (intérim)
- juin 2015-mars 2016 : Steve McClaren
- mars 2016-juin 2019 : Rafael Benítez
- juil. 2019-oct.2021 : Steve Bruce
- depuis nov. 2021 : Eddie Howe

### Effectif professionnel actuel
Le premier tableau liste l'effectif professionnel des Magpies pour la saison 2025-2026. Le second recense les prêts effectués par le club lors de cette même saison.
En grisé, les sélections de joueurs internationaux chez les jeunes mais n'ayant jamais été appelés aux échelons supérieur une fois l'âge limite dépassé.

### Joueurs emblématiques
- Shola Ameobi
- John Barnes
- David Batty
- Steve Harper
- Peter Beardsley
- John Beresford
- Nicky Butt
- Jack Carr
- Andy Cole
- Kieron Dyer
- Joe Harvey
- Darren Peacock
- Steven Taylor
- Andy Thorn
- Scott Sellars
- Robert Smyth McColl
- Andy Cunningham
- James Nelson
- Darren Huckerby
- Rob Lee
- Jackie Milburn
- Michael Owen
- Scott Parker
- Alan Shearer
- Alan Smith
- Chris Waddle
- Jonathan Woodgate
- Craig Bellamy
- Ivor Allchurch
- Gary Speed
- Andy Aitken
- Bobby Templeton
- John Hendrie
- Michael Bridges
- David Ginola
- Laurent Robert
- Damien Duff
- Shay Given
- Dave McCreery
- Ian Stewart
- Philippe Albert
- Jon Dahl Tomasson
- Dietmar Hamann
- Hughie Gallacher
- Bobby Moncur
- Jimmy Scoular
- Micky Quinn
- Steve Watson
- Faustino Asprilla
- Nolberto Solano
- George Robledo
- Fabricio Coloccini
- Jonás Gutiérrez
- Cheik Tioté
- Peter McWilliam
- Gavin Peacock
- Paul Gascoigne
- Jermaine Jenas
- Kevin Keegan
- Roy Aitken
- Jimmy Lawrence (en)
- Andy Aitken
- Jimmy Hay
- Paul Kitson
- Billy Hampson
- Joe Willock

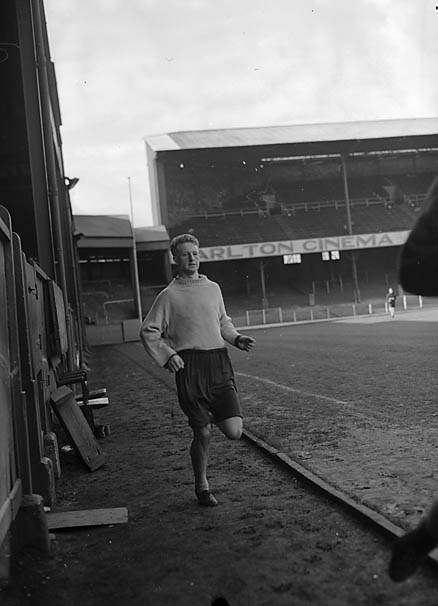
Ivor Allchurch, grand joueur gallois du milieu du XXe siècle.
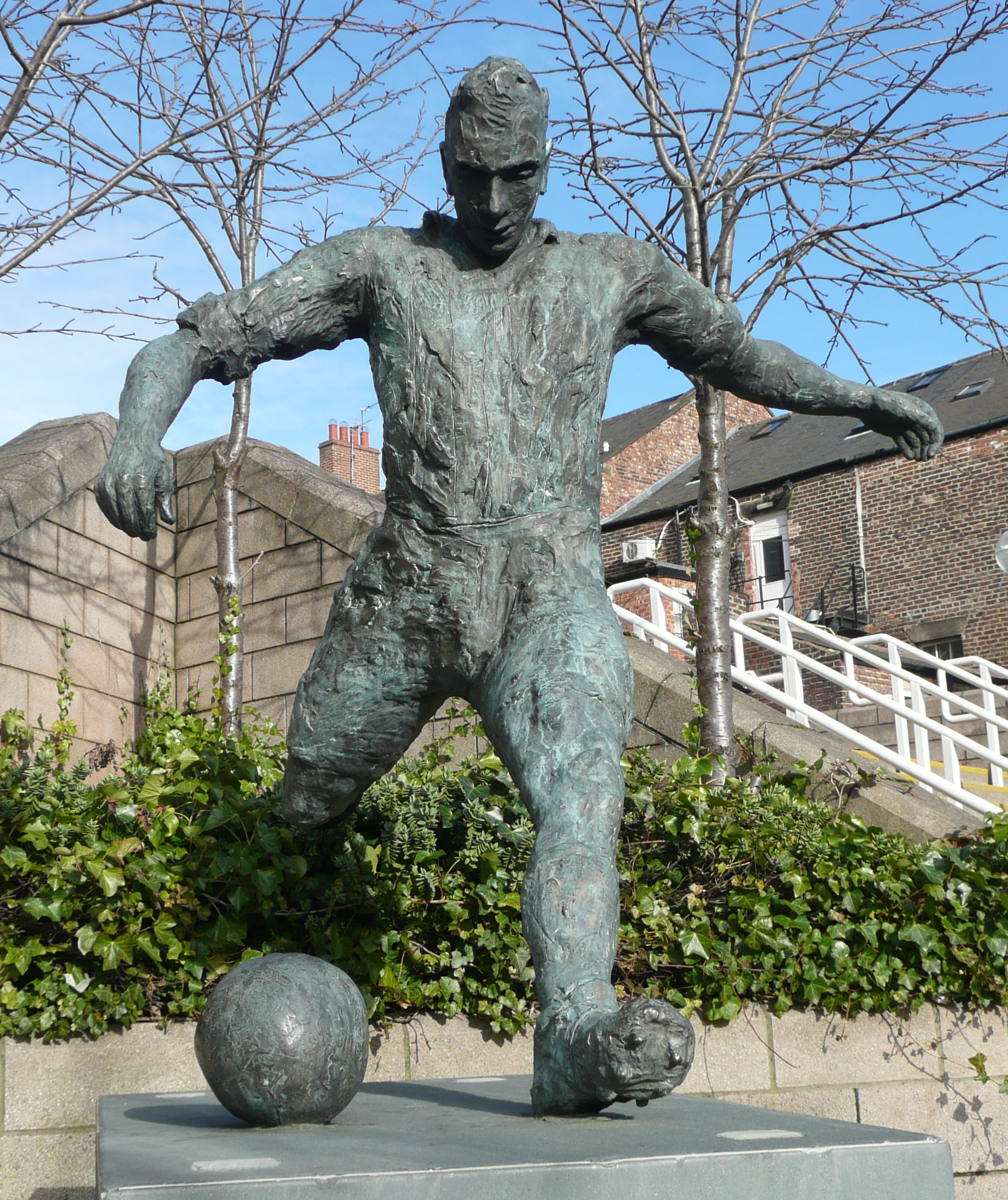
Statue de Jackie Milburn devant le stade.
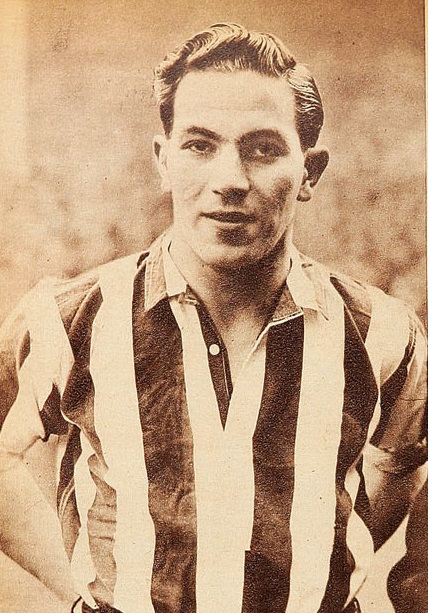
George Robledo, unique buteur lors de la finale de FA Cup en 1952.
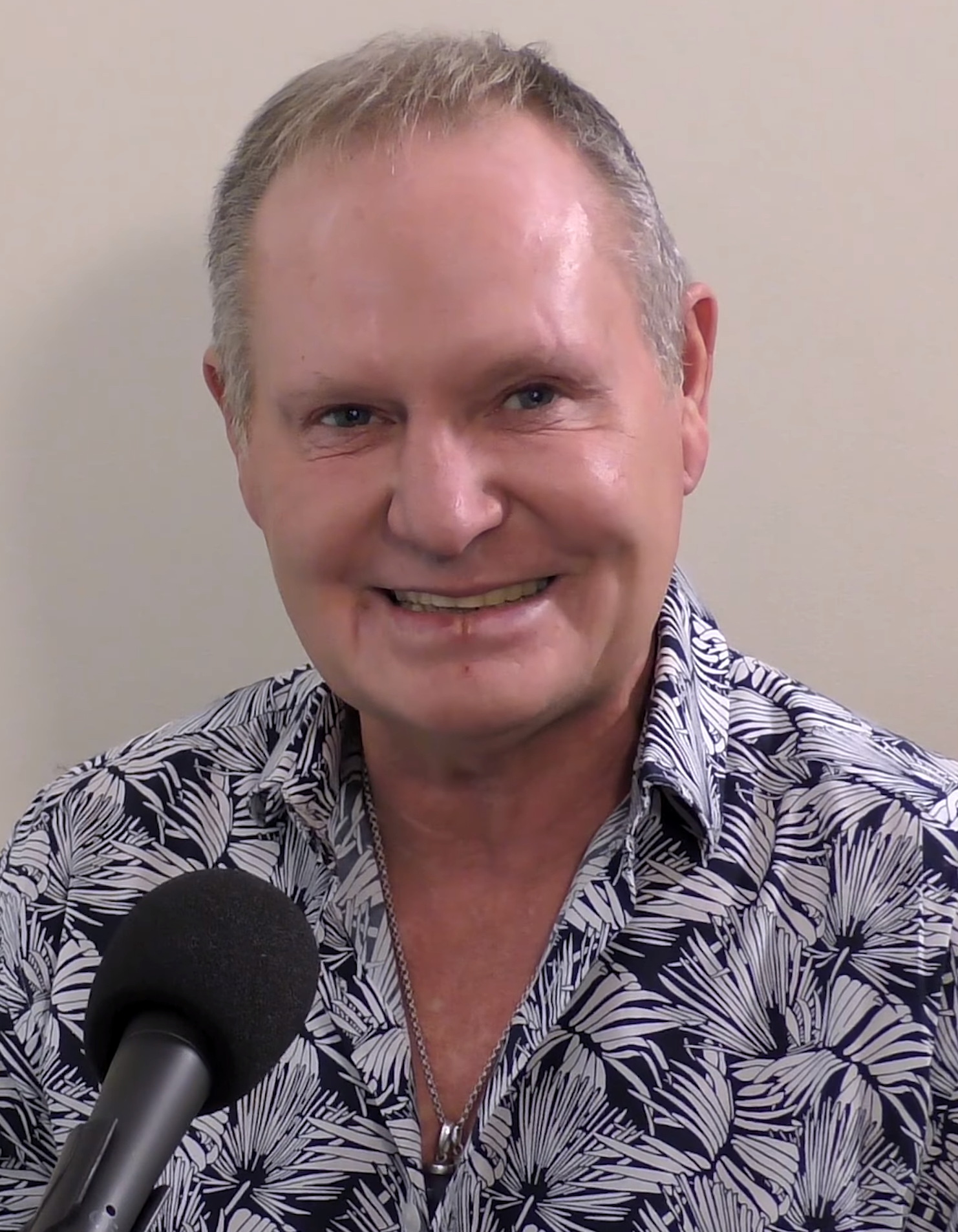
Paul Gascoigne, star du football anglais dans les années 1980 et 1990 sort de l’académisme des Magpies en 1984.
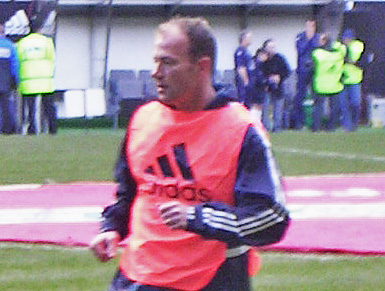
Alan Shearer, meilleur buteur de l'histoire du club.
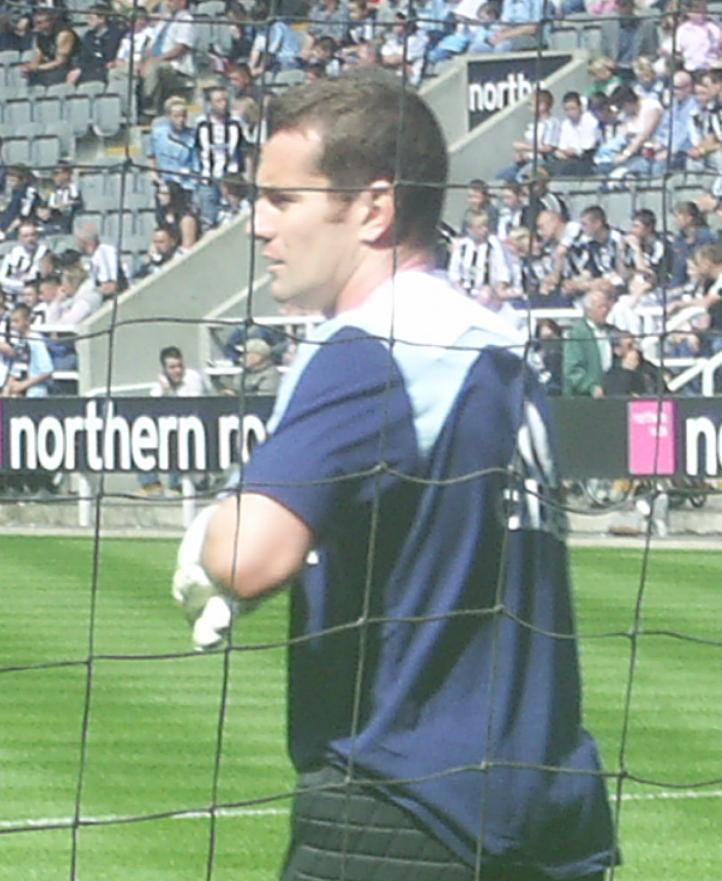
Shay Given, gardien emblématique du club dans les années 2000.

## Structures du club

### Structures sportives

#### Stades
Le St James' Park est depuis 1892, date de la création du club, le stade où évolue le Newcastle United Football Club.
La capacité du stade était de 30 000 places à la fin du XIXe siècle et plusieurs aménagements furent faits afin d'augmenter cette capacité à 60,000 places en 1905.
Les aménagements majeurs suivants n'apparurent qu'en 1993, lorsque le stade fut équipé de 37,000 places assises uniquement.
Au début du XXIe siècle, à la suite des résultats sportifs positifs du club, la capacité fut augmentée et portée à 52 354 places.
Il s'agit actuellement du septième plus grand stade de football du pays.
Le St James' Park est la propriété de Freemen of Newcastle upon Tyne.

L'enceinte fut utilisée à l'occasion de l'Euro 1996, des jeux olympiques d'été 2012 et de la coupe du monde de rugby à XV 2015.

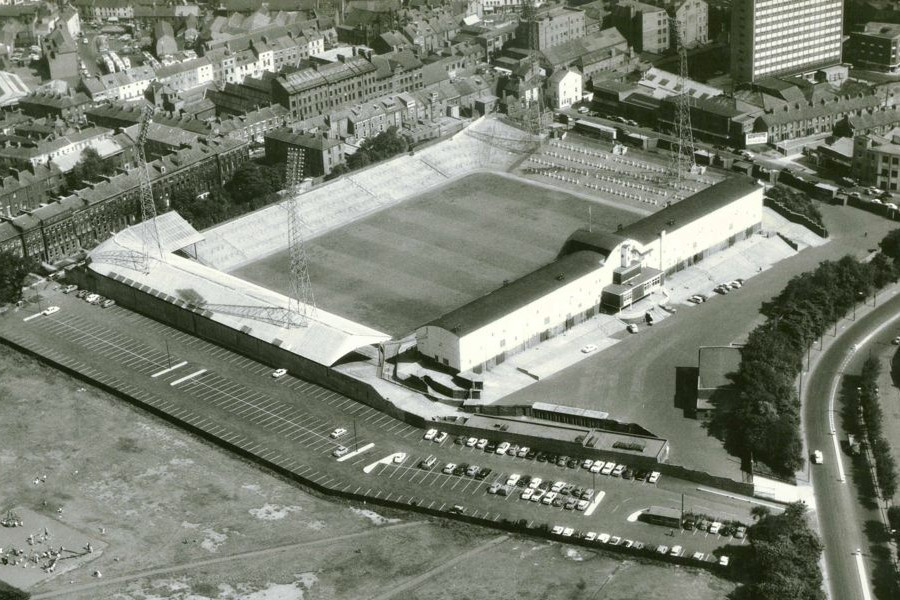
St James' Park en 1963.
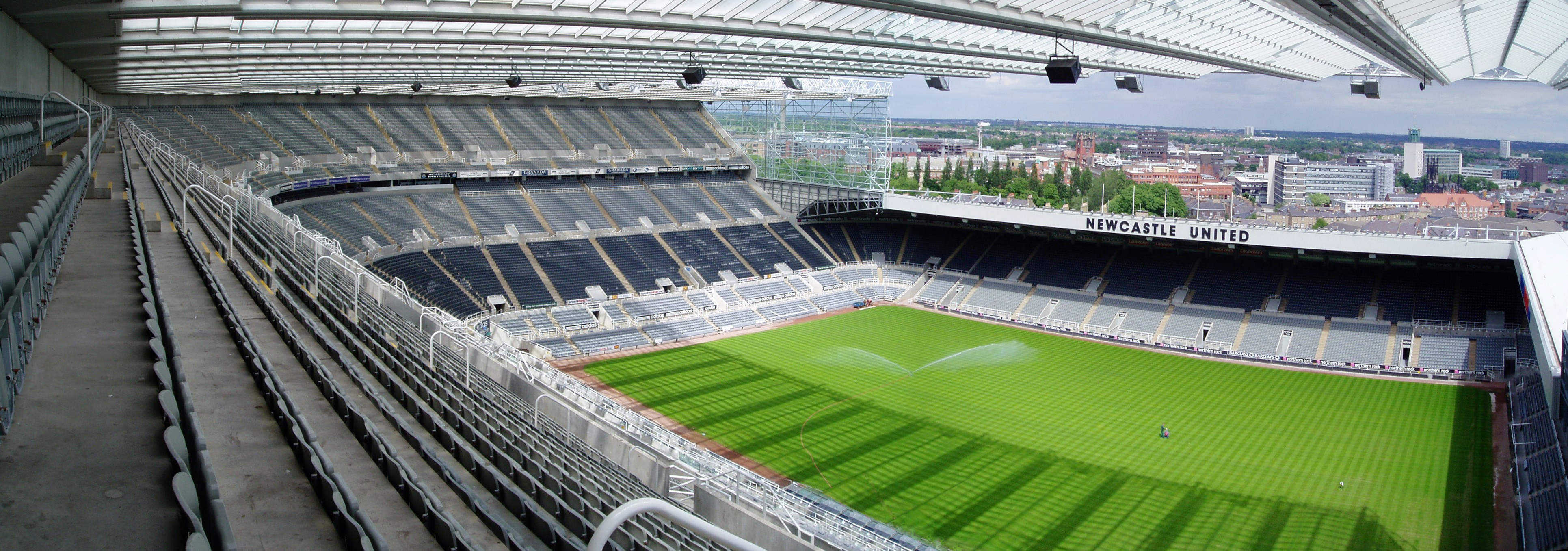
Panorama de St James Park dans sa configuration actuelle.
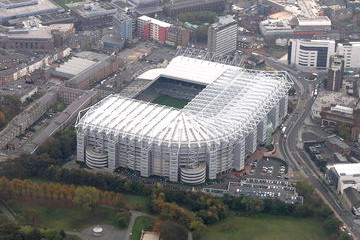
Vue aérienne du stade.

## Aspects juridiques et économiques

### Aspects économiques

#### Éléments comptables
Le tableau ci-dessous résume les différents budgets prévisionnels de Newcastle United saison après saison.
| Saison | 2017-2018 | 2018-2019 | 2019-2020 |
| Budget | 118 M€    | N.C       | 202 M€    |

## Supporters et rivalités

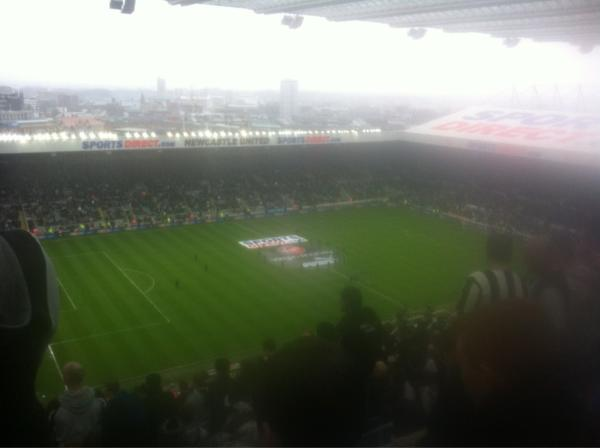
Avant match du derby face à Sunderland.

Newcastle est le club le plus populaire du nord est de l'Angleterre et possède la cinquième plus grande affluence du pays.
Le club possède également plusieurs groupes de supporteurs à travers le monde. Ces derniers sont surnommés The Toon Army.
Durant la saison 2009-2010, alors que l'équipe évoluait en seconde division, l'affluence moyenne à domicile était de 43,388 supporters, soit la quatrième plus importante au sein du football anglais à l'époque.
À la fin de la saison 2011-2012, qui fut la meilleure réalisée par le club depuis de nombreuses années, l'affluence moyenne était de 49,935 supporters.
Seuls Arsenal et Manchester United faisaient alors mieux.
Les chants traditionnels chantés par les fans des Toons sont "Going Home", de l'album "Local Hero" ou "Blaydon Races".
Le plus grand rival Newcastle est Sunderland, l'autre grand club de la région.
Les deux clubs sont séparés par 19 kilomètres et cette rencontre est considérée comme "le plus grand derby d'Angleterre" par Bobby Robson. Les matchs entre les deux équipes sont connus sous le nom de Derby du Tyne and Wear.
La première confrontation entre les deux rivaux date de 1883. Au total, Newcastle mène 55 victoires à 51 face aux Black Cats.
De nombreux joueurs ont porté le maillot des deux équipes comme Steve Harper, Shay Given, Javier Manquillo ou encore Jack Colback pour ne citer qu'eux.
Cette rivalité entre les deux villes ne se limitent pas qu'au football puisque Newcastle et Sunderland entretenaient déjà une forte rivalité sur le plan industriel et commercial au XIXe siècle.
D'autres rivalités existent, dans une moindre mesure avec Middlesbrough, autre club de la région et Manchester United depuis le milieu des années 1990.